# Teofil Bochentyn
Teofil Leon Bochentyn (ur. 24 listopada 1913 w Wejherowie, zm. 8 listopada 1939 w Lesie Piaśnickim) – instruktor Przysposobienia Wojskowego, uczestnik walk w obronie Białej Rzeki.

## Życiorys
Urodził się 24 listopada 1913 w Wejherowie w rodzinie Wojciecha i Anastazji z d. Lemke. Jego ojciec zginął w czasie I wojny światowej. W latach 1936–1937 odbył czynną służbę wojskową. Ukończył szkołę podoficerską 36. Pułku Piechoty Legii Akademickiej w Warszawie-Pradze. Do rezerwy został przeniesiony w stopniu kaprala. Od 1936 był aktywnym członkiem Polskiego Związku Zachodniego. W 1937 brał udział w budowie kopca Józefa Piłsudskiego w Krakowie. Był Instruktorem Przysposobienia Wojskowego. Uczył w Państwowej Szkole Morskiej w Gdyni. W maju 1939 w ramach mobilizacji wojskowej został przydzielony do 1 Morskiego Baonu Strzelców, a stamtąd do dowództwa Ochotniczej Kompanii Harcerskiej jako podoficer broni. 9 września 1939 brał udział w krótkim starciu z III batalionem 322 pułku piechoty majora Heinricha von Diesta w obronie wsi Biała Rzeka.
Jego nazwisko znalazło się na liście proskrypcyjnej Polaków ściganych listem gończym. 5 listopada 1939 został aresztowany przez gestapo  w swoim mieszkaniu w Wejherowie. Po aresztowaniu był przetrzymywany w wejherowskim więzieniu. Zgodnie z ustaleniami Sądu Grodzkiego w Wejherowie z 1946, dokonanymi na podstawie zeznań świadków, Teofil Bochentyn wraz z grupą więźniów został 8 listopada 1939 wywieziony do lasu niedaleko Piaśnicy i tam rozstrzelany.
Jego szczątki najprawdopodobniej spalono w czasie zatajania zbrodni w 1944.

## Życie prywatne
Teofil Bochentyn od 1938 był żonaty z Bertą z domu Miotk (1914–1970). Mieli jedną córkę.